# Ermita de la Mare de Déu dels Desemparats dels Ivarsos
L'Ermita de la Mare de Déu dels Desemparats dels Ivarsos, situada a la plaça de l'Església, llogaret de la Serra d'en Galceran, a la comarca de la Plana Alta, és un edifici catalogat, de manera genèrica, com Bé de Rellevància Local, segons la Disposició Addicional Cinquena de la Llei 5/2007, de 9 de febrer, de la Generalitat, de modificació de la Llei 4/1998, d'11 de juny, del Patrimoni Cultural Valencià (DOCV Núm. 5.449 / 13/02/2007), amb codi: 12.05.105-004.
Aquesta ermita pertany a la Diòcesi de Sogorb Castelló, que la cataloga d'església parroquial, i manté oberta al culte de forma regular.
Ja en 1583, quan els Ivarsos no eren més que un mas familiar, es té documentació de l'existència de l'assentament poblacional, ja que la família propietària del terreny era de la família Ivars, llinatge noble valencià d'importants interessos agrícoles i ramaders a la zona. És per iniciativa d'aquesta família que l'any 1799 es construeix una capella que va servir de centre per a la creació d'un assentament poblacional de major grandària que la masia original.
L'edifici és de reduïdes dimensions i es troba adossat per la part dreta a cases particulars. La façana és perpendicular a la línia d'habitatges. El caràcter renaixentista de l'estructura de la capella queda patent en la presència d'una cúpula de teules piramidal molt primitiva, la qual s'eleva sobre tambor octogonal. La rematada de la coberta és a dues aigües acabada en teula, però com la planta presenta diverses altures la coberta d'alguna zona, com el cas de la sagristia, que és de menor altura que la capçalera, és independent i a tres aigües.
Presenta una llisa i rectangular façana rematada en cornisa recta, la qual es decora amb creus i pinacles, és aquí on s'alça la espadanya (en la base de la qual es llegeix la data 31 de maig de 1945) amb creu i buit per a una campana. La porta d'accés al temple segueix línies rectes que formen un rectangle adovellat (en carreus de pedra i amb sòcol pintat; i en el centre superior del qual se situa una pedra esculpida en motius vegetals amb la data de construcció, 1799) en l'interior de la qual s'obren dos llenços de fusta emplanxada.
Aquest llogaret dels Ivarsos celebra les festes a la seva patrona (la Verge dels Desemparats) entre els dies 7 i 15 de maig, sent el segon diumenge de maig (dia de la Verge dels Desemparats a la Comunitat Valenciana) el dia central de la festa. En aquest dia hi ha ofrena de flors, missa en l'ermita, processó de la imatge pel poble i nombrosos actes populars com a balls, bous al carrer, etc.